# Cynoscion albus
La corvina real (Cynoscion albus) es una especie de pez de la familia Sciaenidae en el orden de los Perciformes.

## Morfología
• Los machos pueden llegar alcanzar los 130 cm de longitud total.

## Alimentación
Come gambas, peces  y cefalópodos.

## Hábitat
Es un pez de clima tropical (17°N-2°S) y bentopelágico.

## Distribución geográfica
Se encuentra en el Pacífico oriental: desde el sur de México hasta el Ecuador.

## Observaciones
Es inofensivo para los humanos.